# Carl Christian Jarlesson-Ekenstedt
Carl Christian Jarlesson-Ekenstedt, född 14 mars 1792 i Norrköping, död 8 maj 1855 i Linköping, var en svensk litograf.
Han var son till stadsfysiker Christian Ekenstedt och Christina Kjellulf.
Jarlesson-Ekenstedt skrevs in vid Uppsala universitet 1813 och kallade sig senare med titlarna med. kand. och fil. kand. Han lämnade universitetet för studier vid Konstakademin i Stockholm där han även medverkade i akademins utställning 1820 med några teckningar. Han var verksam som litograf från 1823 och arbetade under 1840-talet i Stockholm under 1850-talet flyttade han över verksamheten till Östergötland. Han medverkade som illustratör i Lördagsmagasinet och utförde några planscher och litograferade porträtt av kungahusets medlemmar bland annat Karl XIV Johan i serafimerdräkt 1832.
Jarlesson-Ekenstedt är representerad vid Musée Bernadotte i Pau och vid Nationalmuseum.